# Danh sách quan chức bị Kim Jong-un thanh trừng và xử tử
Đây là danh sách các quan chức bị Kim Jong-un thanh trừng và xử tử kể từ khi ông lên nắm quyền ở Triều Tiên vào tháng 12 năm 2011. Danh sách này được lập ra theo những thông tin từ truyền thông Hàn Quốc và phương Tây, đa số chưa được xác nhận, một số về sau được chứng minh là tin giả.

## 2012
- Kim Chol là Thứ trưởng Bộ quân đội cho đến khi bị xử tử; một nguồn tin giấu tên của Hàn Quốc tuyên bố rằng anh đã bị "tiêu diệt bởi một quả đạn cối".[1] Tuy nhiên, Foreign Policy cho rằng những tuyên bố này có thể bắt nguồn từ tin đồn nhảm và lưu ý rằng những câu chuyện về cái chết bạo lực của giới chính khách Bắc Triều Tiên có xu hướng bị "phóng đại"[2]
- Ri Yong-ho là Tổng tham mưu trưởng của Quân đội Nhân dân Triều Tiên, năm 2012 báo chí phương Tây loan tin ông đã bị cách chức và xử tử.[3] Ngày 16 tháng 7 năm 2012, các phương tiện truyền thông nhà nước Bắc Triều Tiên đã thông báo ông Ri Yong-ho đã miễn nhiệm tất cả các chức vụ do tình trạng bệnh tật.[4][5][6]
- Ri Kwang-gon là Thống đốc Ngân hàng Trung ương Triều Tiên cho đến khi có tin cho rằng ông đã bị cách chức và xử tử.[3]

## 2013
- Jang Song-thaek là chú của Kim Jong-un và là Phó Chủ tịch Ủy ban Quốc phòng Triều Tiên cho đến khi ông bị hành quyết vào năm 2013 vì tội tham nhũng.[7][8]
- Ri Ryong-ha là phó chủ tịch thứ nhất Ban Hành chính của Đảng Lao động Triều Tiên và là phụ tá của Jang Song-thaek.[9]
- Jang Su-gil là phó chủ tịch của Cục Hành chính trước khi bị bắt và bị cáo buộc hành quyết.[9]
- Jon Yong-jin là Đại sứ Triều Tiên tại Cuba cho đến khi ông bị cách chức vào tháng 12 năm 2013. Các tờ báo Hàn Quốc đưa tin rằng ông đã bị hành quyết.[10][11]

## 2014
- O Sang-hon là thứ trưởng an ninh của Bộ Công an trong chính phủ Triều Tiên được cho là đã bị giết trong một cuộc thanh trừng chính trị vào năm 2014. Theo các nguồn tin được trích dẫn bởi tờ The Chosun Ilbo của Hàn Quốc, O Sang-hon là bị hành quyết bằng súng phun lửa vì vai trò hỗ trợ chú của Kim Jong-un, Jang Song-thaek.[12][13]
- Pak Chun-hong là phó chủ tịch Ban Quản lý Đảng Lao động Triều Tiên cho đến khi có thông tin cho rằng ông bị thanh trừng.[14] Tuy nhiên thông tin này không thể được kiểm chứng[15]

## 2015
- Tháng 3 năm 2015, tờ Korea Herald loan tin rằng Han Kwang-sang, giám đốc tài chính của Đảng Lao động Triều Tiên đã bị xử tử[16]. Tháng 10 năm 2015, ông Han Kwang-sang đã xuất hiện trên truyền thông khi thăm một trại thủy sản, cho thấy vụ xử tử chỉ là tin giả.[17]
- Choe Yong-gon là Thứ trưởng Bộ Xây dựng và Công nghiệp VLXD. BBC loan tin ông bị hành quyết vào năm 2015.[18]
- Tháng 2 năm 2016, báo chí Hàn Quốc loan tin rằng Ri Yong-gil, Tổng tham mưu trưởng quân đội Triều Tiên đã bị xử tử vì vì cáo buộc "tham nhũng và kết bè cánh chính trị". Nhưng đến tháng 5 năm 2016, ông Ri Yong-gil lại có tên trong danh sách các thành viên mới được bầu của Ủy ban Trung ương Đảng Lao động Triều Tiên, uỷ viên dự khuyết Bộ Chính trị và uỷ viên Quân uỷ trung ương, cho thấy tin tức về vụ xử tử ông này là không chính xác[19]

## 2016
- Kim Yong-jin là Bộ trưởng Bộ Giáo dục Triều Tiên cho đến năm 2016. Năm 2016, tờ BBC loan tin ông đã bị bắt và xử tử vì "thái độ xấu".[18]